# گورامی سراردکی
گورامی سراردکی (نام علمی: Luciocephalus pulcher) نام یک گونه از تیره گورامی است.